# My Hometown
My Hometown è una canzone di Bruce Springsteen tratta dall'album Born in the U.S.A. del 1984 e pubblicata come singolo nel novembre del 1985.
Registrata nel maggio del 1983, raggiunse la posizione n. 6 nella classifica di Billboard e la posizione n. 1 nella Hot Adult Contemporary Tracks.

## Cover
- Neil Young (nel suo album A Letter Home del 2014)
- Cindy Kallet
- Pavel Bobek

## Classifiche
| Classifica (1959) | Peak position |
| ----------------- | ------------- |
| Stati Uniti       | 6             |
| Australia         | 46            |
| Canada            | 16            |
| Irlanda           | 6             |
| Regno Unito       | 9             |
| Paesi Bassi       | 24            |
| Svezia            | 21            |
| Nuova Zelanda     | 28            |

## Tracce

### Lato A
1. My Hometown - 4:33

### Lato B
1. Santa Claus Is Comin' to Town - 4:27